# Balanoglossus natalensis
Balanoglossus natalensis är en djurart som tillhör fylumet svalgsträngsdjur, och som först beskrevs av John Dow Fisher Gilchrist 1908.  Balanoglossus natalensis ingår i släktet Balanoglossus och familjen Ptychoderidae. Inga underarter finns listade i Catalogue of Life.